# Eufràsia
Eufràsia (Euphrasia), és un gènere de plantes amb flors amb unes 450 espècies de plantes herbàcies dins la família Orobanchaceae (anteriorment estava inclosa dins la família Scrophulariaceae), amb una distribució cosmopolita. Són plantes semiparàsites sobre les gramínies i altres plantes.
Moltes espècies es troben en prats alpins o subalpins. Les flors normalment es disposen terminalment i són zigomorfes amb el pètal inferior en forma de llavi. Els colors més comuns són el porpra, el blanc blavenc i el viola. Algunes espècies tenen marques grogues en el pètal inferior que són una guia pels insectes pol·linitzadors.

## Ús en fitoteràpia
Nicholas Culpeper l'assignà al signe del zodíac del lleó dient que enfortia el cervell. També va ser usada per al tractament de la mala memòria i el vertigen. Els remeiers la van emprar per tractar les afeccions de la vista causades per la blefaritis i conjuntivitis o per combatre les inflamacions causades pel refredat, la tos i la febre del fenc.

## Taxonomia i identificació
El gènere Euphrasia és complicat taxonòmicament degut al fet que moltes espècies són interfèrtils i propenses a hibridar-se. Malgrat haver-hi un gran nombre de revisions taxonòmiques l'adequat rang de molts dels seus tàxons roman poc clar.

## Algunes espècies
- Euphrasia × aequalis
- Euphrasia alpina
- Euphrasia alsa F.Muell.
- Euphrasia anglica Pugsley
- Euphrasia arctica Lange ex Rostrup

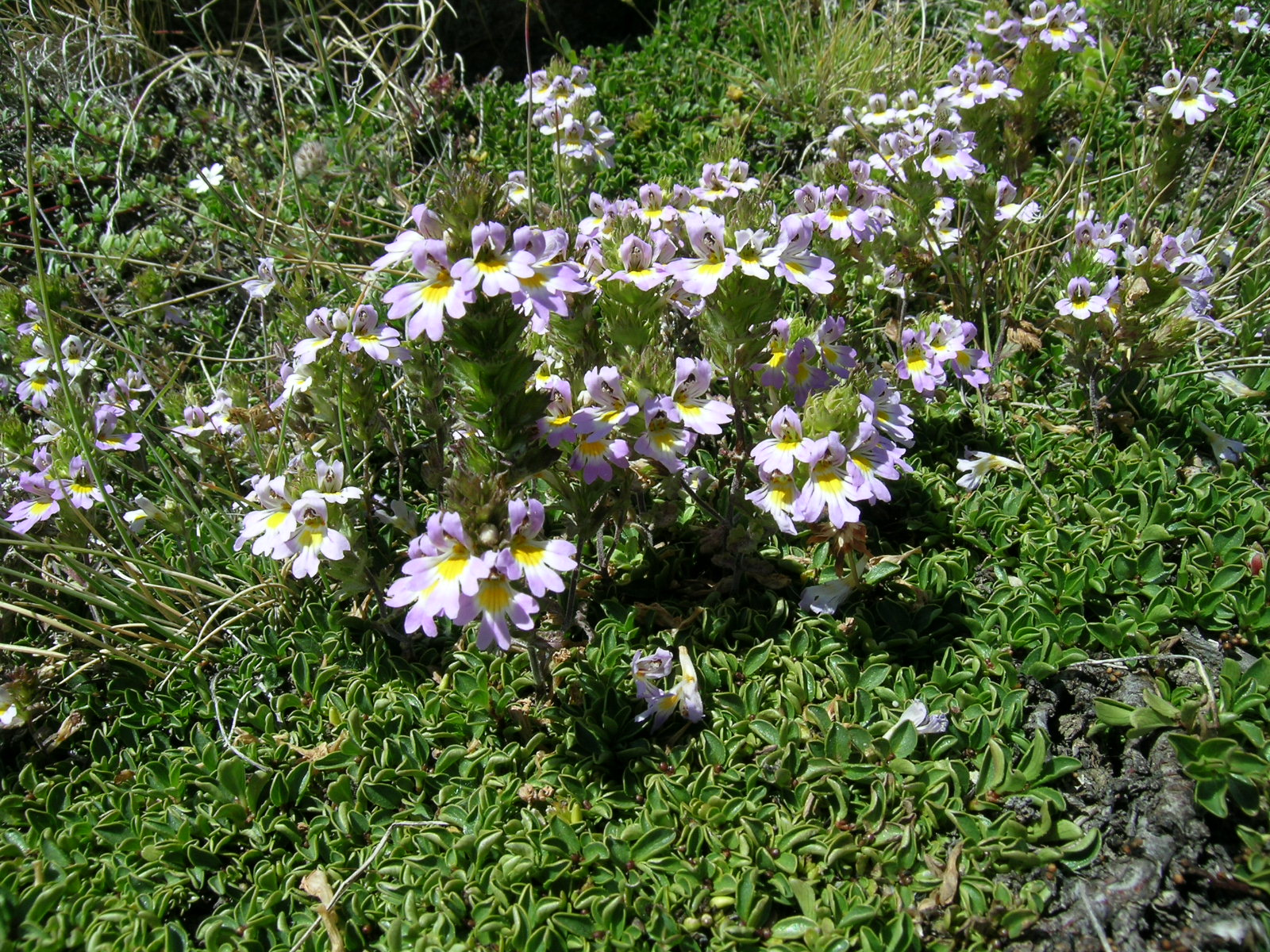
Euphrasia alpina

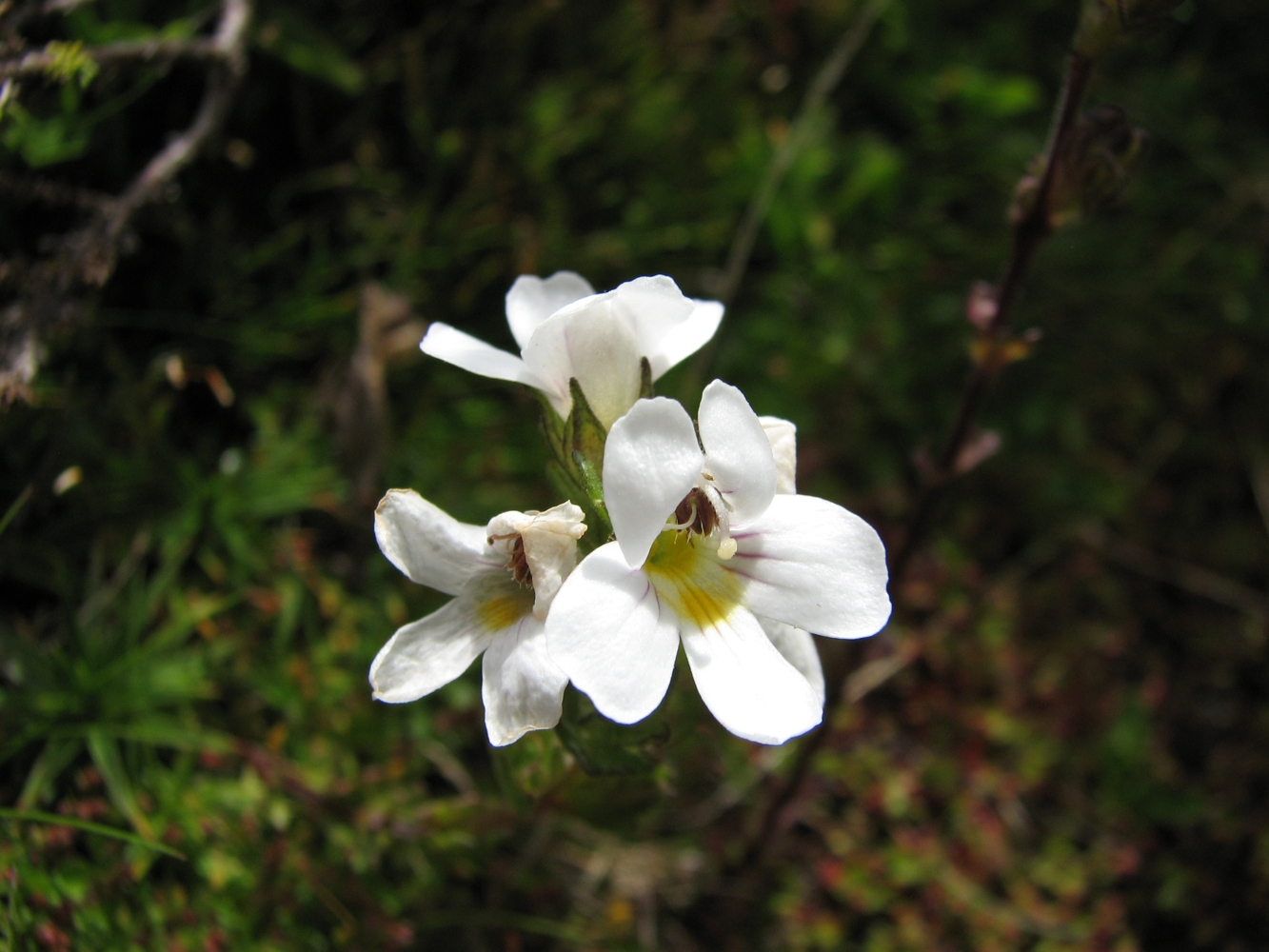
Euphrasia gibbsiae subsp. subglabrifolia

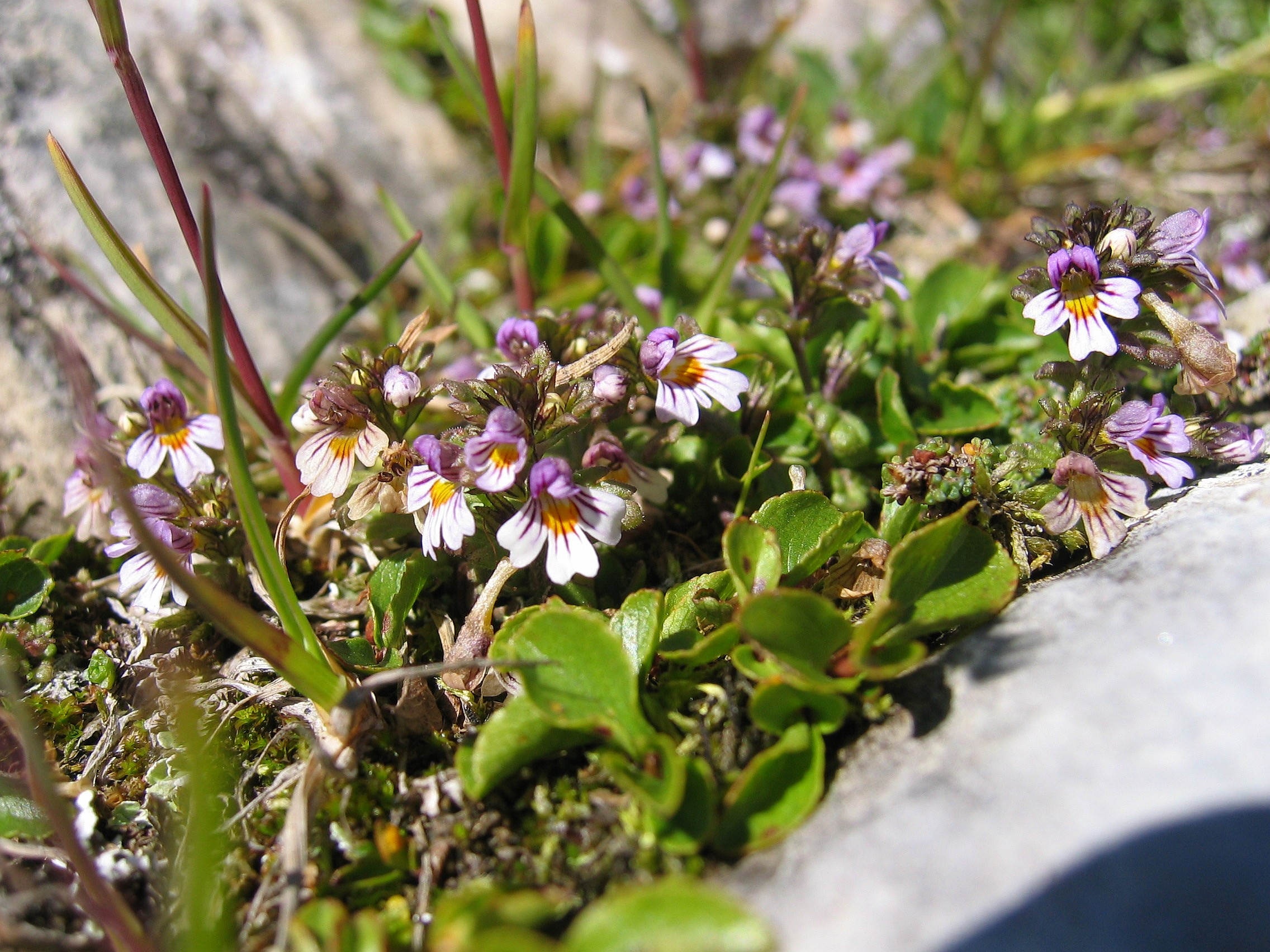
Euphrasia minima

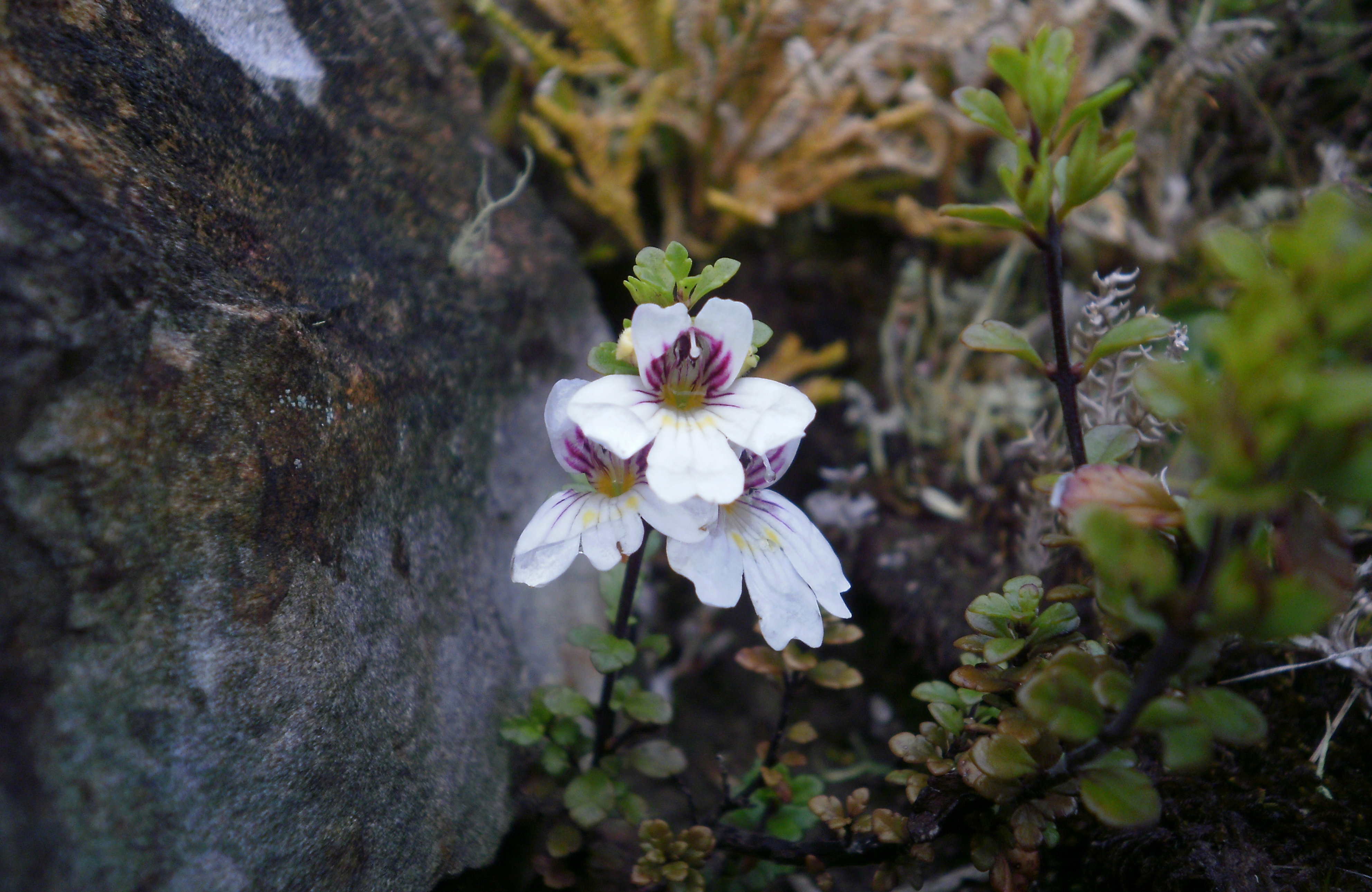
Euphrasia cuneata

  - Euphrasia arctica ssp. arctica (E.borealis auct. non (F.Towns.) Wettsd.)
  - Euphrasia arctica ssp. borealis (F.Towns)Yeo
- Euphrasia arguta - es creia extinta i es va redescobrir el 2008
- Euphrasia azorica
- Euphrasia brevipila
- Euphrasia calida
- Euphrasia cambrica Pugsley
- Euphrasia campbelliae Pugsley
- Euphrasia collina R.Br. – Purple Eyebright
  - Euphrasia collina ssp. muelleri – Mueller's Eyebright
  - Euphrasia collina ssp. osbornii – Osborn's Eyebright
- Euphrasia confusa Pugsley
- Euphrasia fabula
- Euphrasia fennica
- Euphrasia foulaensis F. Towns. ex Wettst
- Euphrasia fragosa – Shy Eyebright, Southport Eyebright
- Euphrasia frigida Pugsley – Cold-weather Eyebright
- Euphrasia gibbsiae
  - Euphrasia gibbsiae ssp. psilantherea
- Euphrasia glabrescens
- Euprasia grandiflora
- Euphrasia heslop-harrisonii Pugsley
- Euphrasia hirtella
- Euphrasia hudsoniana – Hudson's Eyebright
- Euphrasia insignis Wettst
- Euphrasia lasianthera – Hairy Eyebright
- Euphrasia marshallii Pugsley
- Euphrasia micrantha Rchb.
- Euphrasia minima
- Euphrasia nemorosa (Pers.) Wallr. – Eufràsia comuna

Plantilla:Col-2-of-2
- Euphrasia oakesii – Oakes' Eyebright
- Euphrasia ostenfeldii (Pugsley) Yeo
- Euphrasia parviflora
- Euphrasia pseudokerneriPugsley – Chalk Eyebright
- Euphrasia randii – Small Eyebright
- Euphrasia rivularis Pugsley
- Euphrasia rostkoviana Hayne (sin. Euphrasia officinalis–
  - Euphrasia rostkoviana ssp. rostkoviana
  - Euphrasia rostkoviana ssp. montana (Jord.) Wettst.
- Euphrasia rotundifolia Pugsley
- Euphrasia ruptura - extinct
- Euphrasia salisburgensis Funk.
- Euphrasia scabra R.Br. – Rough Eyebright
- Euphrasia scottica Wettst.
- Euphrasia semipicta – Peninsula Eyebright
- Euphrasia striata R.Br.
- Euphrasia stricta D. Wolff ex J.F. Lehm.
- Euphrasia subarctica – Arctic Eyebright
- Euphrasia suborbicularis – Roundleaf Eyebright
- Euphrasia tatrae
- Euphrasia tetraquetra (Bréb.) Arrond.
- Euphrasia vernalis
- Euphrasia × vestita
- Euphrasia vigursii Davey
- Euphrasia × villosa
- Euphrasia vinacea – Glacier Eyebright
- Euphrasia zelandica
- Euphrasia sp. 'Bivouac Bay'[7] – Bivouac Bay Eyebright